# Blăjel
Blăjel (deutsch Kleinblasendorf, siebenbürgisch-sächsisch Bluesendref, ungarisch Balázstelke) ist eine Gemeinde im Kreis Sibiu in der Region Siebenbürgen in Rumänien.

## Lage

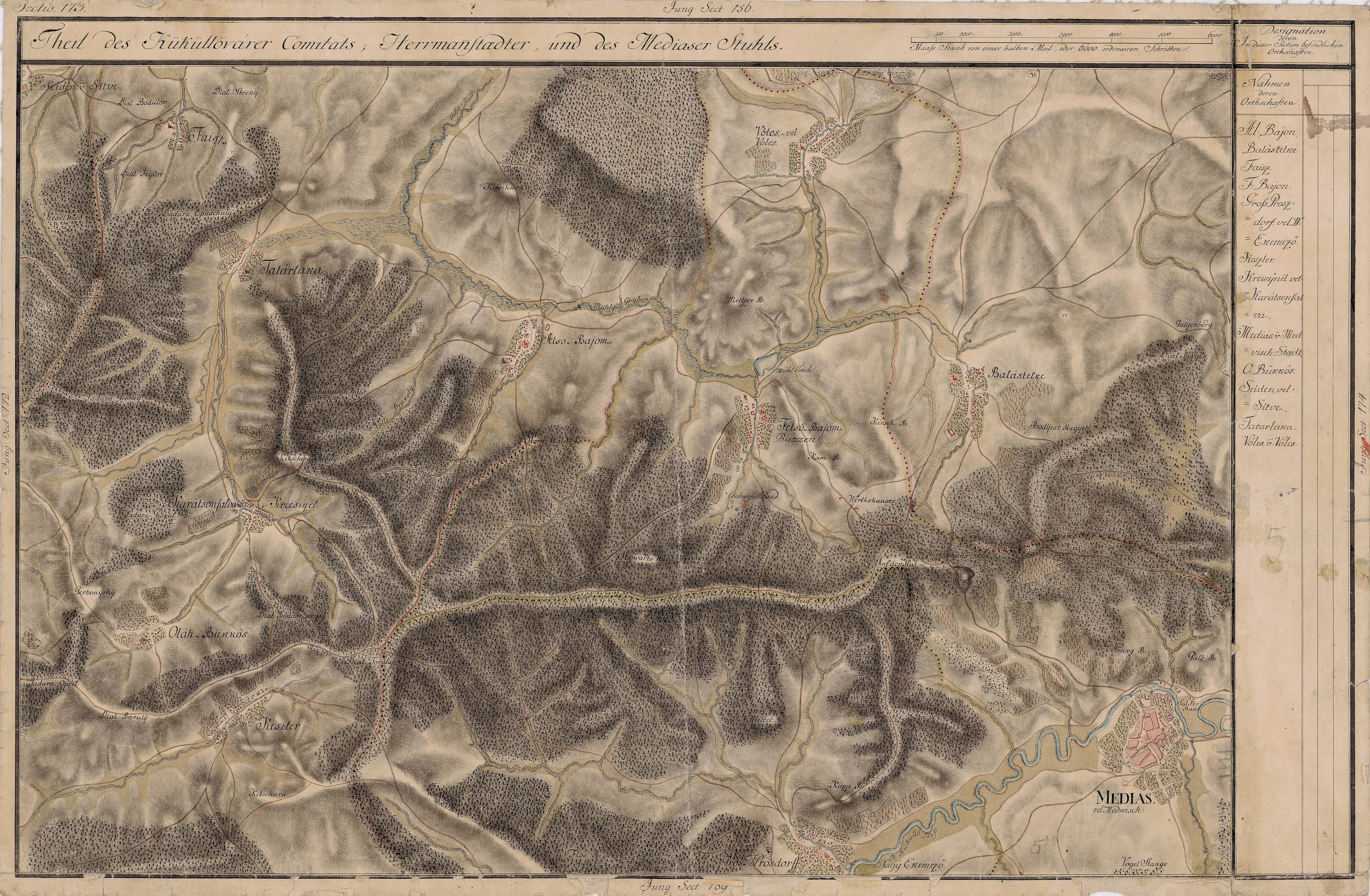
Balázstelke in der Josephinischen Landesaufnahme von Siebenbürgen von 1769 bis 1773

Der Ort liegt in einem südlichen Seitental der Târnava Mică (Kleinen Kokel) im Kokeltal, ungefähr 3,5 Kilometer Luftlinie östlich von Bazna (Baassen) und 5,5 Kilometer nordwestlich von Mediaș (Mediasch) entfernt.

## Geschichte
Kleinblasendorf entstand als untertänige Gemeinde auf dem Gebiet des Kokelburger Komitats, 1339 erstmals urkundlich erwähnt.

## Bevölkerung
Die Gemeinde war und ist bevölkerungsreich mit mehrheitlich rumänischen Einwohnern und Anteilen von Ungarn, Roma und Siebenbürger Sachsen. Nach der Revolution von 1989 wanderten die meisten Siebenbürger Sachsen aus. Die Einwohnerzahl ging seit 1977 deutlich zurück.
| Jahr | Einwohner | Rumänen | Ungarn | Deutsche | Roma |
| ---- | --------- | ------- | ------ | -------- | ---- |
| 1910 | 2421      | 1597    | 316    | 335      | –    |
| 1941 | 2901      | 1954    | 312    | 428      | –    |
| 1977 | 3188      | 2172    | 556    | 280      | 180  |
| 1992 | 2496      | 1854    | 417    | 86       | 139  |
| 2002 | 2474      | 1976    | 388    | 23       | 287  |
| 2011 | 2284      | 1520    | 270    | 15       | 398  |
| 2021 | 1967      | 1282    | 170    | 10       | 317  |